# Patxi Zubizarreta
Patxi Zubizarreta, baskovski pisatelj in prevajalec, * 25. januar 1964, Ordizia.
Piše predvsem otroško in mladinsko literaturo. Študiral je baskovsko književnost v Vitoriji, kjer tudi prebiva. Delal je kot učitelj. Svojo prvo knjigo Ametsetako Mutila (slovensko Fant iz sanj) je objavil leta 1991. Piše v različnih literarnih zvrsteh: slikanice, romane fantastičnega realizma, znanstvene fantastike, potopise, … Sodeluje pri različnih dejavnostih, ki so povezane z literaturo: recitacijah, veliko truda posveča tudi združevanju glasbe in literature kot ustvarjalec glasbeno-pesniških oddaj. Njegova dela so prevedena v številne jezike.

## Dela
- Ametsetako mutila.
- El bollo de los viernes (Ostiraletako opila)
- Paloma, llegaste por el aire
- El chico que fue hombre: el azar, el azor y la zorra
- Dibújame una carta
- El anillo de Midas
- En los columpios
- Sola y Sincola
- Arroz y tinta
- Furia
- Pantaleón se va
- Pikolo
- El maravilloso viaje de Xía.
- 1948ko uda
- Urrezko giltza
- ¡Corre, Kuru, corre!
- Jeans-ak hozkailuan.
- Dos casos ùnicos.
- De hiel y de miel
- Joan
- Una naranja en la basura
- Erantzuna haizean dabil
- Julien Vinsonen hegaldia

V slovenščino so prevedena naslednja njegova dela: Sedem noči s Paulo, besedilo je izšlo v soavtorstvu s Juanom Kruzom Igerabidejem (prevod Ana Fras, ISBN 978-961-6886-37-6), Čudovito potovanje Xia Tianzija (prevod Ana Fras, COBISS 266568704) in Usoa, prišla si kot ptica (prevod Barbara Pregelj, COBISS 262394624).
Sedem noči s Paulo je zgodba, ki govori o deklici Pauli, ki je zbolela in je zato morala ostati v bolnišnici. To je okvirna zgodba dela, a ta zgodba vsebuje tudi druge, ki jih pripovedujejo različni liki, da deklici krajšajo čas v bolnišnici.